# Токсична маскулінність
Токсична (гегемонна) маскулінність — сукупність «традиційно чоловічих» атрибутів, які шкодять не лише жінкам, а й чоловікам та суспільству загалом, концептуалізована феміністськими дослідженнями. Серед них використання «токсичних» практик, таких як агресія, насильство проти жінок, мізогінія, гомофобія, психологічне насильство, гендерні стереотипи, гендерні ролі, які обмежують емоції хлопців та чоловіків передовсім гнівом, соціальні очікування жаги домінувати (бути «альфа-самцями»).
Ці риси призводять до закріплення гендерної нерівності, зростання насильства, ризикової, зокрема, автодеструктивної, поведінки чоловіків, домашнього насильства, погіршення їх здоров'я. Гегемонна маскулінність може служити для зміцнення домінування чоловіків над жінками в західних суспільствах.

## Негативні наслідки
Токсична маскулінність визначається як «сукупність соціально регресивних чоловічих рис, які сприяють домінуванню, девальвації жінок, гомофобії та безпричинному насильству». Термін висвітлює аспекти маскулінності, які є соціально деструктивними, «такими як мізогінія, гомофобія, жадібність і психологічне насильство». Ці риси протиставляються більш позитивним аспектам маскулінності, таким як «Гордість за [здатність] до перемоги у спорті, підтримку солідарності з друзями, досягнення успіху на роботі або забезпечення сім'ї».

### Чоловіче здоров'я
Загалом, відповідність маскулінним нормам була істотно і несприятливо пов'язана зі зверненнями за психіатричною та психологічною допомогою. Проте суттєвий ступінь гетерогенності в розмірах ефекту для цих відносин підкреслює необхідність дезагрегувати загальну конструкцію маскулінних норм і натомість зосередити увагу на конкретних параметрах відповідності маскулінним нормам та їх диференціальних асоціаціях з іншими результатами.

### Гегемонна маскулінність і війни
Коментуючи повномасштабне вторгнення Росії в Україну 2022 року, премєр-міністр Великої Британії Борис Джонсон після саміту країн G7 у Баварії у червні 2022 року сказав: «Якби Путін був жінкою … я справді не думаю, що він почав би божевільну, мачистську війну вторгнення та насильства. Якщо вам потрібен ідеальний приклад токсичної маскулінності — це те, що він робить в Україні».

## Формування токсичної маскулінності
Залякування хлопчиків однолітками та домашнє насильство щодо хлопчиків також включають до виразів токсичної маскулінності. Існує також теорія, що насильницька соціалізація хлопчиків виробляє психологічну травму — заохочує до агресії й відсутності близьких стосунків з іншими людьми.

## Боротьба з токсичною маскулінністю
У січні 2019 року компанія Gillette випустила рекламний ролик із критикою токсичної маскулінності, спрямований на зниження насильницької поведінки чоловіків. Короткометражний фільм «Вір» обігрує старий слоган Gillette «Найкраще, що може мати чоловік», змінений на «Найкраще, ким може стати чоловік».